# KGM Actyon
KGM Actyon — среднеразмерный кроссовер корейской компании KG Mobility, выпускаемый с июля 2024 года.

## История и описание модели
В конце июля 2024 года компания KG Mobility представила первую модель, которая расширила модельный ряд после смены названия годом ранее. Модель KGM Actyon вернула себе название, которое впервые было присвоено модели, выпускавшейся с 2006 по 2017 год. Как и оригинал, KGM Actyon приобрёл концепцию «внедорожника-купе», с пологой линией крыши и остро наклонённым задним стеклом.
Прародителем KGM Actyon стал KGM Torres, с которым Actyon разделяет множество стилистических особенностей, пропорций, передних дверей и колёсную базу. Передний бампер был переработан с полностью светодиодным освещением, которое было усилено дополнительной световой полосой, в то время как задняя дверь имеет характерную толстую заднюю стойку.
Отделка салона имеет светлые тона, а дизайн разработан в стиле Torres. Высокий тоннель имеет характерную щель перед приборной панелью, рулевое колесо имеет приплюснутую нижнюю часть, а часы и мультимедийная система образованы 12,3-дюймовыми дисплеями.
KGM Actyon оснащён 1,5-литровым бензиновым двигателем с турбонаддувом мощностью 163 л. с. в паре с шести ступенчатой автоматической трансмиссией. Привод подаётся на переднюю ось, а если нужно, то можно подключить задний.

### Продажи
KGM Actyon поставляется на глобальные рынки, в первую очередь, на южнокорейский рынок. Менее, чем за месяц после презентации в июле, всего было найдено 35000 покупателей, после чего был опубликован официальный прайс-лист.

## Галерея

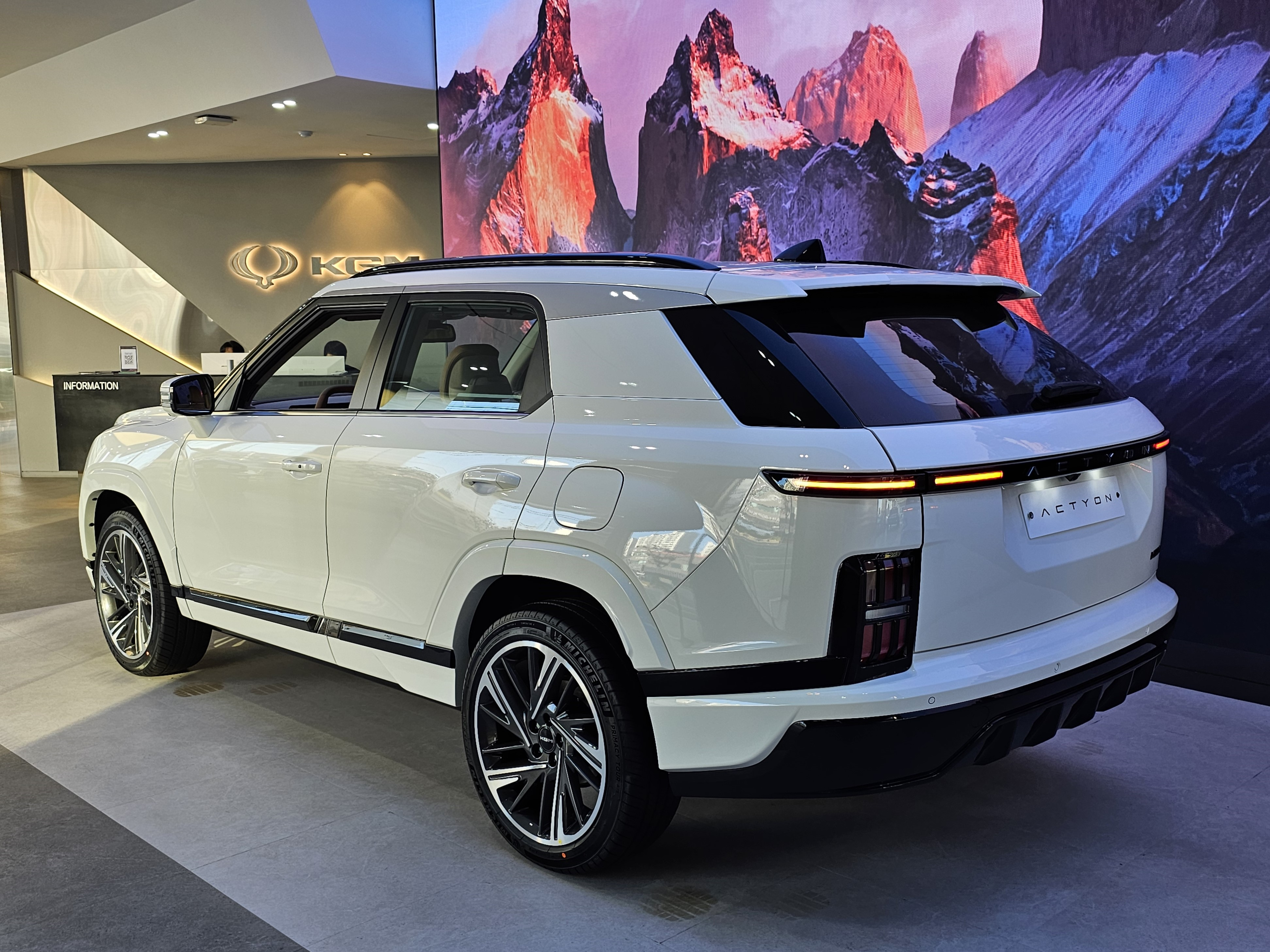
Вид сзади

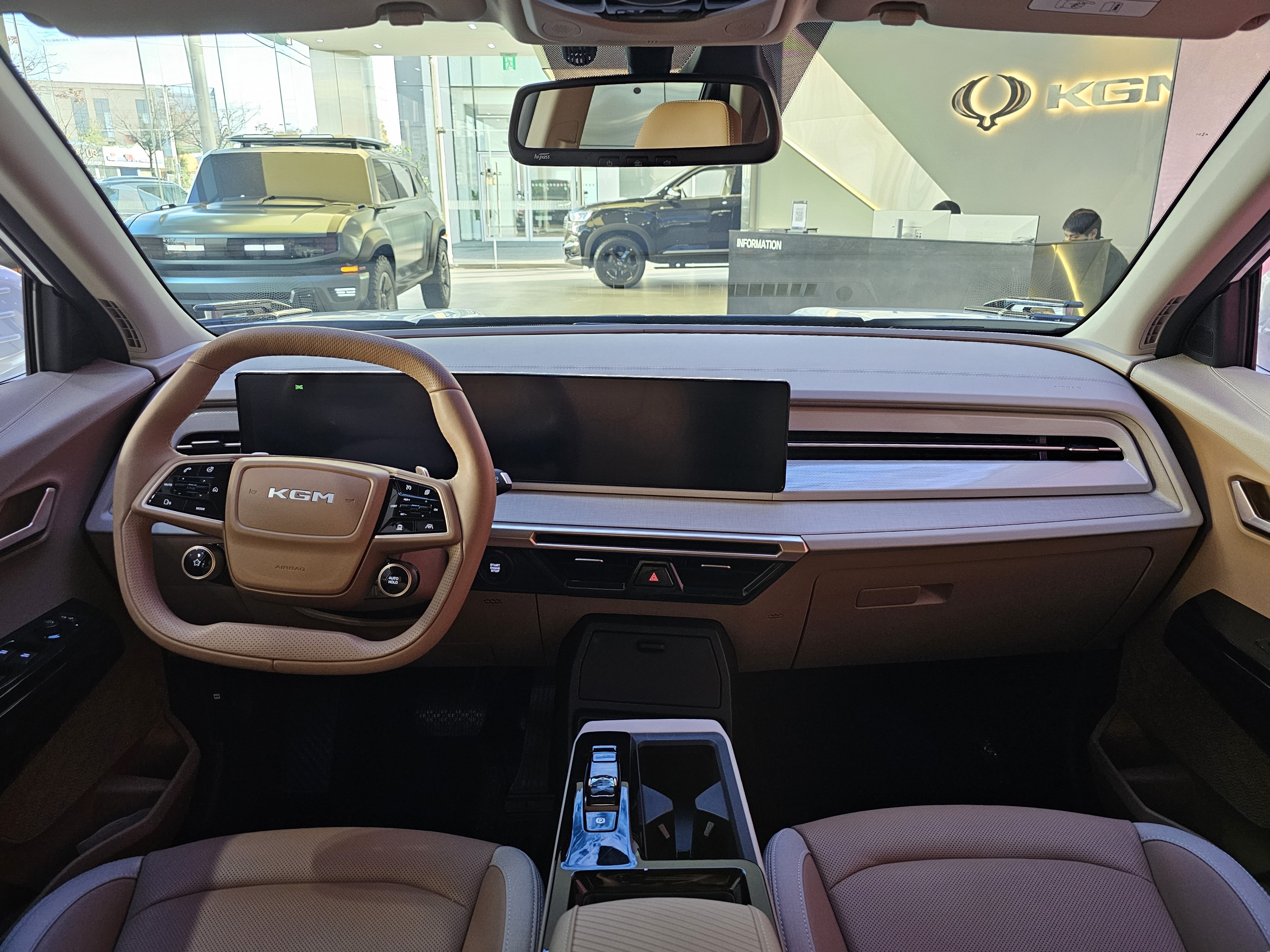
Интерьер

### Двигатель
- R4 1.5L Turbo 163 л. с.[6]